# 7324 Carret
7324 Carret (1981 BC) là một tiểu hành tinh vành đai chính được phát hiện ngày 31 tháng 1 năm 1981 bởi đài thiên văn Harvard ở Harvard.